# Влаховци
Влàховци е село в Северна България, община Габрово, област Габрово.

## География
Село Влаховци се намира на около 7 km източно от общинския и областен център Габрово. Разположено е в западните разклонения на Габровските височини, по горист западен долинен склон на около километър запад-югозападно от село Черневци, в землището на село Кметовци. В селото няма запазена застройка. До Влаховци води землен път от село Черневци.
Средната надморска височина на селото е около 505 m.
Населението на Влаховци към 1934 г. е 102 души, към 1965 г. – 2, а от 1975 г. до 2019 г. селото неизменно е без постоянно живеещо население.

## История
През 1995 г. дотогавашното населено място колиби Влаховци придобива статута на село.
Изпълнителната власт в село Влаховци към 2021 г. се упражнява от кметски наместник.